# Берестовая (приток Орели)
Берестова́я (укр. Берестова) — река в Харьковской области Украины. Длина — 99 км, площадь водосборного бассейна — 1810 км².
Исток находится в селе Раздольное Змиевского района. Река протекает через город Красноград, пгт Зачепиловка и впадает в реку Орель недалеко от Зачепиловки на границе с Днепропетровской областью.
Берестовая пересекает территорию пяти районов Харьковской области: Змиевской, Нововодолажский, Кегичевский, Красноградский и Зачепиловский.

## Притоки
Крупнейшими притоками Берестовой являются реки: Берестовенька (правый приток), Потичок и Вшивая (левые притоки).